# キヤニモモ
キヤニモモ（黄脂桃、別名　タマゴノキ（注：異なる2種に使用されている）、シイマイゴラカ、学名：Garcinia xanthochymus）はフクギ科フクギ属の常緑樹、熱帯果樹。かつてクロンキスト体系等ではオトギリソウ科フクギ亜科とされていたため、古い図鑑等ではオトギリソウ科と記されることがある。
タマゴノキの名称は本種の他にウルシ科のタヒチモンビンへも使用されているが、両種は幹、葉、花、果実の形状が異なる。

## 特徴
高さ8 mに達する。枝は角ばる。雌雄異株。葉は長さ13–24 cmの暗緑色で革質、対生する。花は白色で小さく、葉腋につく。果実は5 cmほどで黄色い球形、先端がやや尖る。種子は褐色の楕円形。未成熟果はヤニ（樹脂）を含み、果実表面に浸出することがある。これに対してタヒチモンビン（別名タマゴノキ）の花は円錐花序で、果実の形状は縦長楕円形。

## 分布と生育環境
インド原産。POWOではインドから東南アジア諸国、中国南部を原産地としている。

## 利用
酸味が強い果肉は生食、シャーベット、薬用などに、樹皮からとれる樹脂は染料や顔料に用いられる。同属の果樹マンゴスチンの接木用台木として用いられる。

## ギャラリー
2024年11月 大阪市 咲くやこの花館
- 植栽
- 葉腋につく果実

2025年1–2月 沖縄県本部町 熱帯ドリームセンター
- 黄色い樹脂が浸出した未成熟果実
- 対生する葉
- 鉢植え